# حاجی کوسه
حاجی کوسه (به عربی: حاجی کوسة) یک روستا در سوریه است که در ناحیه الراعی واقع شده‌است. حاجی کوسه ۱٬۰۱۱ نفر جمعیت دارد.